# Mitropolia Ortodoxă Română a Germaniei, Europei Centrale și de Nord

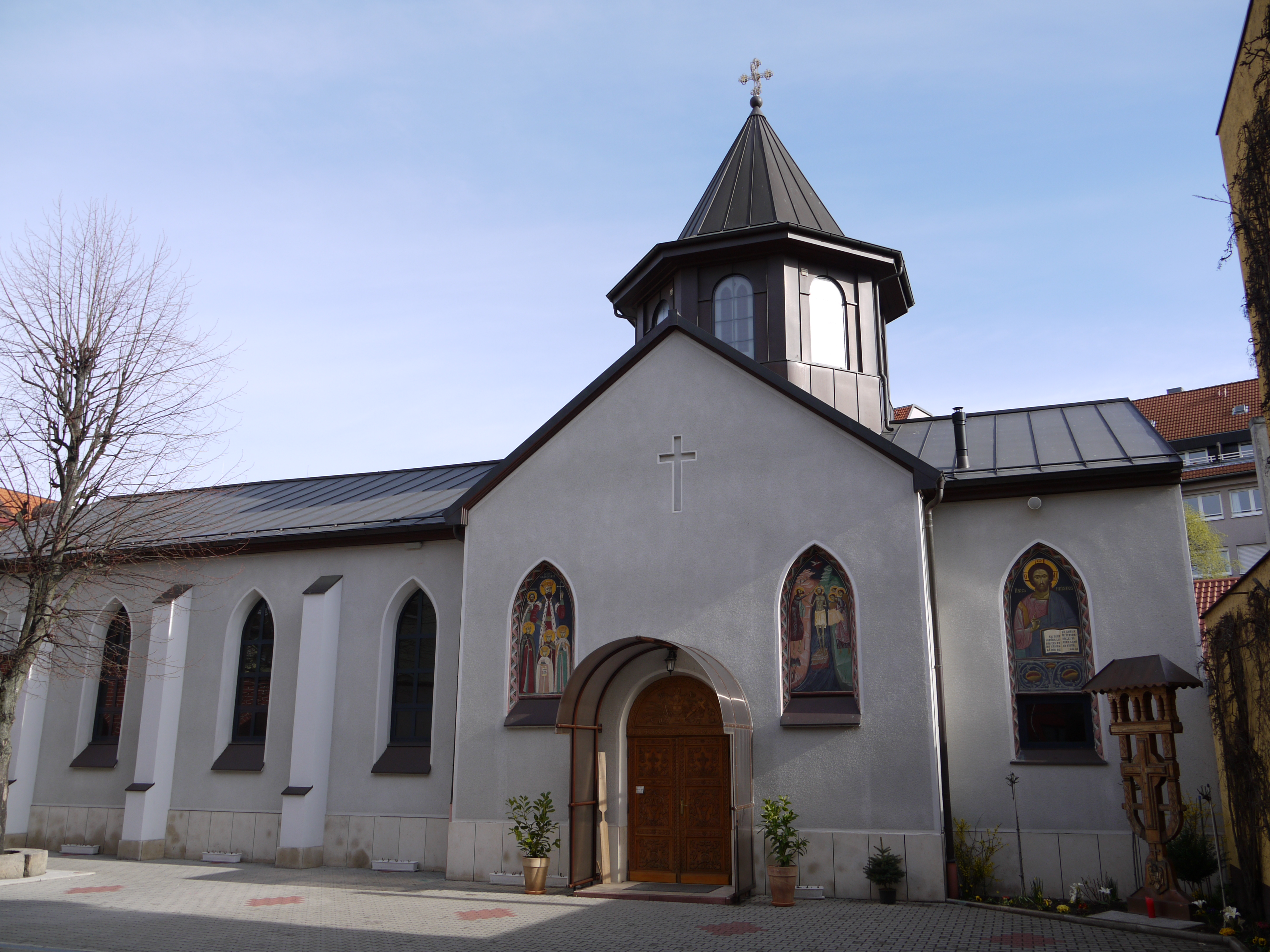
Catedrala ortodoxă din Nürnberg

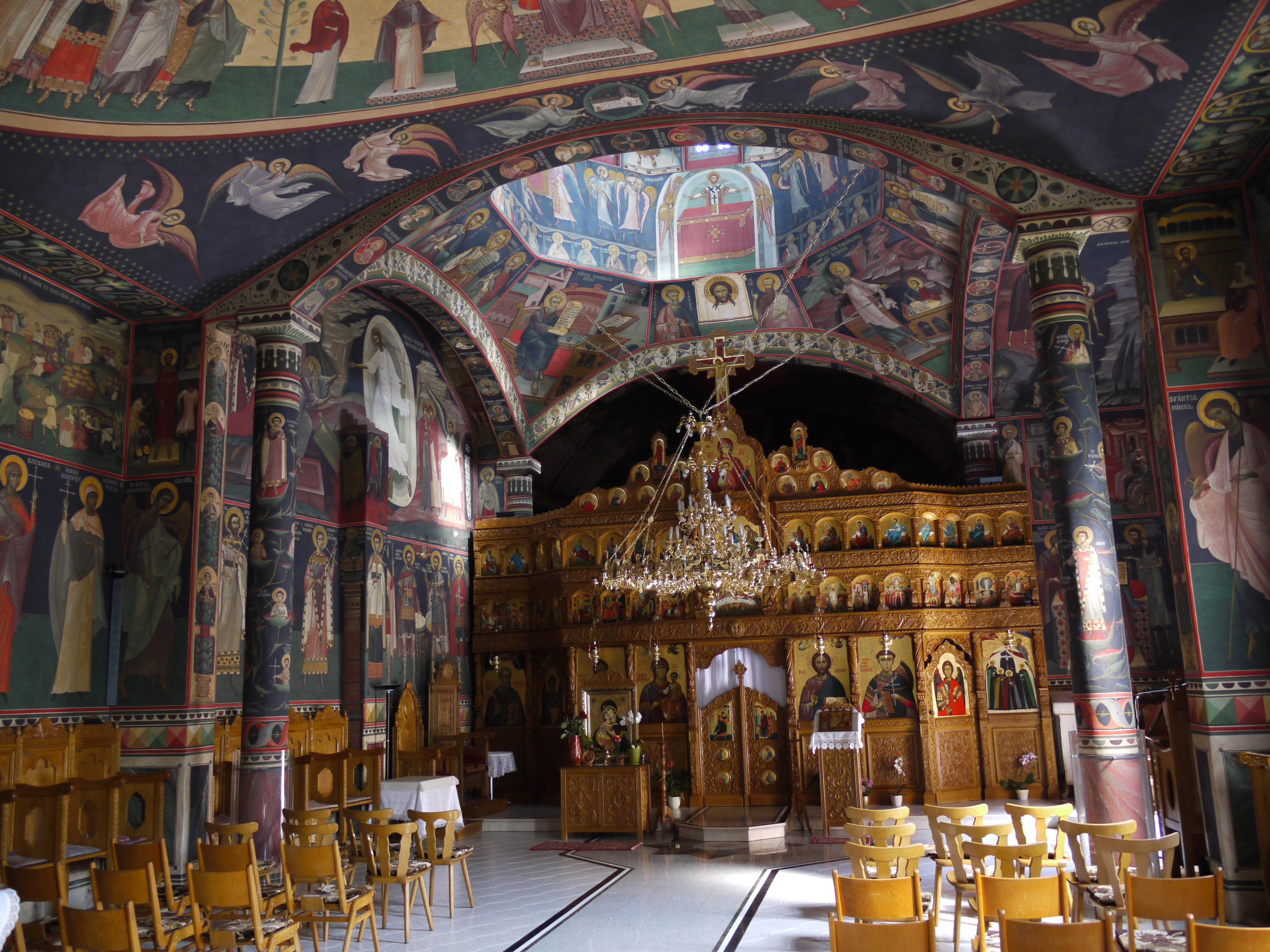
Interiorul catedralei

Mitropolia Germaniei cunoscută sub denumirea Mitropolia Germaniei, Europei Centrale și de Nord este o parte componentă a Bisericii Ortodoxe Române. Din ea fac parte Arhiepiscopia Ortodoxă Română a Germaniei, Austriei și Luxemburgului și Episcopia Ortodoxă Română a Europei de Nord.

## Istoric
Primele comunități ortodoxe care au celebrat slujbe după ritul bizantin au apărut pe teritoriul actual al Germaniei la sfârșitul secolului al XVII-lea și începutul celui de al XVIII-lea. Acestea prime comunități au avut un caracter temporar.

### Până în 1945

#### Capela Ortodoxă Română de la Lipsca (sec. XIX)
Negustorii din București întrețineau în secolul al XIX-lea relații comerciale cu majoritatea centrelor mari europene. O parte dintre ei, statorniciți în București pe Calea Lipscani se specializaseră în comerțul cu orașul Lipsca (Leipzig). O vreme îndelungată slujbele necesare românilor din Lipsca au fost efectuate în capela greacă din acest oraș, capelă la întreținerea căreia au contribuit negustorii români după cum ne indică documentele vremii. După 40 de ani de slujire comună, românii sunt nevoiți în anul 1858 să pubă bazele unei capele proprii:„Noi, neguțătorii români din Principatele Dunărene, cari venim în orașul Lipsca, pentru negoț, văzându-ne acum expulzați, cu nedreptate, dela pretinsa capelă grecească din acest oraș, care în spațiu de mai mult de 40 de ani s’a ținut cu cheltuielile predecesorilor noștri și cu ale noastre, ne-am adunat cu toții în unire de cuget aici în orașul Lipsca, la anul mântuirii 1858 la târgul de Paști si am hotarît cu toții, a fonda aici o capelă română." Întreaga activitate a fost coordonată de arhimandritul Ghenadie Țeposu numit de către Mitropolia Ungrovlahiei încă din 1852 păstor al neguțătorilor din Lipsca. Motivul întemeierii unui locaș propriu de cult a fost un conflict interortodox tranșat de către administrația cultelor din Dresda în favoarea grecilor după intervențiile reginei Amalia și a ambasadorului Rusiei. Capela Românească a fost amenajată în Catharinenstrasse 6, II din Lipsca.
Capela a fost desființată în anul 1881 în urma unor certuri interne în stil fanariot care priveau ocuparea postului de preot desfășurate între 1878-1881, iar patrimoniul ei a fost transferat ministerului Cultelor de la București.
Cu banii proveniți din lichidarea Capelei românești din Lipsca este înființat în București "Institutul de binefacere Providența" care va juca un rol deosebit în activitatea filantropică din regat până la al doile război mondial.
capela din Leipzig a fost deservită de arhimandritul Ghenadie Țeposu, arhimandritul Valerian Zamfirescu-Paladi și 
arhimandritul Partenie Clinceni.
O reluare a vieții liturgice în regiunea Leipzig sub oblăduirea Bisericii Ortodoxe Române a avut loc abia în anul 2003.

#### Capela ortodoxă română din Viena
Crucea lui Șerban Cantacuzino din Viena marchează locul unde preoții moldoveni săvârșeau Sf. Liturghie pentru ostașii domnitorului Șerban Cantacuzino veniți în sprijinul armatei otomane la asedierea Vienei.
În bisericile ortodoxe din Viena - biserica Sf. Gheorghe, de pe strada Grecilor (Griechengasse 5) și Catedrala Sfintei Treimi din Piața de Carne (Fleischmarkt) - au început să se țină slujbe în limbile greacă și română. Catedrala Sfintei Treimi a fost construită între anii 1782-1786 ca lăcaș de cult „al grecilor și românilor”, ceea ce a dus după 1900 la un conflict care a durat mai bine de 20 de ani. Românii aflați la Viena în secolul al XIX-lea doresc înființarea unei biserici ortodoxe. Primele inițiative în acest sens sund pornite de  Aron Pumnul care a initiat în 1861 ,,Societatea bisericeascã literarã a teologilor români.” Consiliului școlar din Austria de Jos dă 12 octombrie 1899 aprobarea pentru catehizarea copiilor ortodocsi chiar în limba românã în cadrul Scoala nationale Greco-române din Viena. "Clubul român de la Viena" s-a constituit în anul 1902, unul din scopurile principale ale acestuia fiind înființarea unei comunități bisericești. Primarul din acea perioadă, dr. Karl Lueger, era un mare simpatizant al românilor și le-a oferit tot sprijinul de care aveau nevoie. În 1906 comunitatea număra aproximativ 300 de membri fără a lua în calcul soldații români ortodocși staționați în capitala austriacă, studenții sau lucrătorii sezonieri.  A fost închiriată o locuință în palatul Dietrichstein, în strada Löwel (Löwelstraße 8) unde s-a amenajat o capelă deschisă și în zilele noastre. Soția proprietarului princiar era o rusoaică de credință ortodoxă, născută Dolgoruky, ceea ce a înlesnit lucrurile. Chiria anuală a fost fixată la 3.000 de coroane iar costurile suplimentare de amenajare s-au ridicat la încă 13.000. Preotul Nikolaj Nikolavski de la biserica rusă a donat iconostasele; alte donații, ca de pildă sfeșnice sau straie preoțești, au venit din rândurile enoriașilor. Primul preot ortodox român a fost părintele Virgil Ciobanul, care și-a începu activitatea în 1907. Comunitatea a reușit să aducă în 1914 Moaștele Sf. Ioan cel Nou de la Suceava. Capela este și locul de adunare al societății studențești "România Jună". Distrusă de bombardamentele războiului este refăcută și sfințită în 1951. O nouă renovare este făcută în colaborare cu statul român între 1967-1968. acest fapt care duce la scindarea profună comunității românești de acolo.
Parohia ortodoxă română din Viena a fost deservită pentru o perioada mai mare de timp – de preoți:
- Dr.Virgil CIOBANU
- Dr. Petre PROCOPOVICI
- Petru JANCOVSCHI (1929-1946)

#### Capela și Biserica "Sf. Arhangheli Mihail și Gavriil" din Berlin

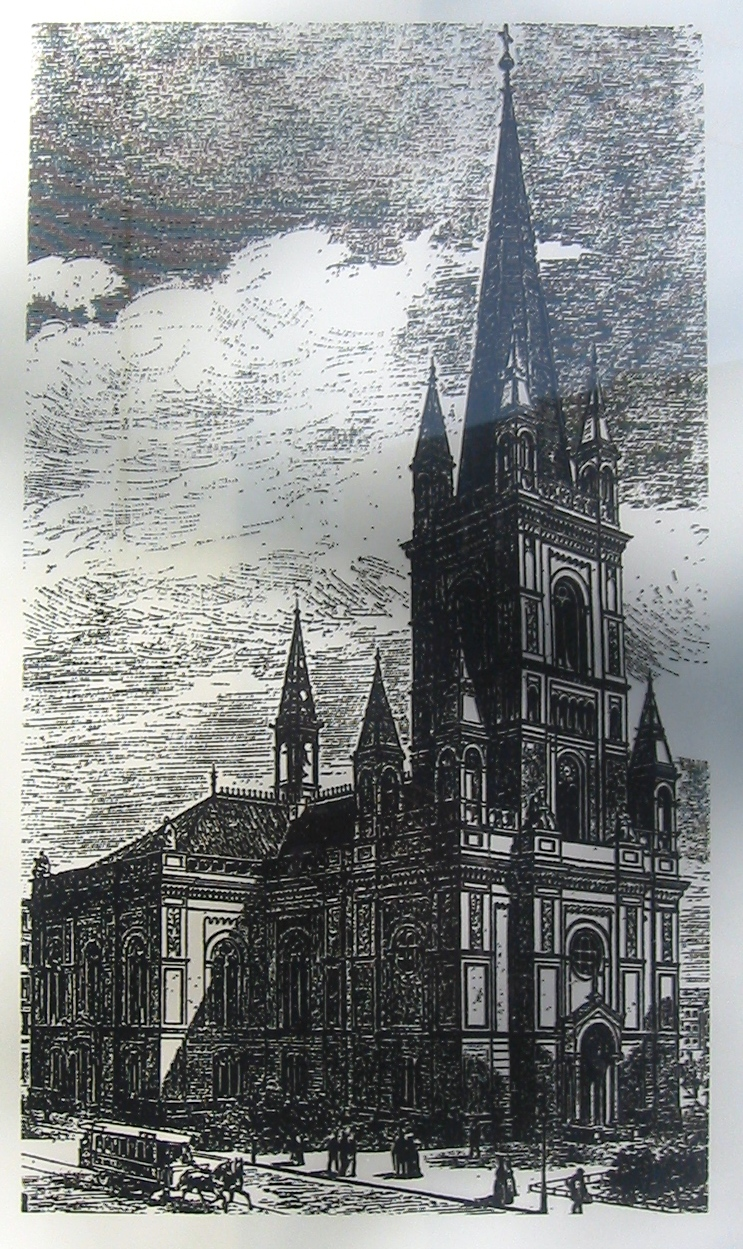
Biserica "Ierusalim" din Berlin în 1878/1879

În anii '30 ai secolului trecut numeroase persoane provenite din România și aflate în Berlin ridică problema înființării unei parohii ortodoxe în capitala Germaniei. Astfel un grup de inițiativă format din Dr. Dumitru Amzăr, preoții Ștefan Palaghiță și Andrei Vascan,Dr. Dumitru Amzăr, Ion Dumitrescu-Borșa,  Gheorghe Ciorogaru, Nicolae Șeitan, Virgil Mihăilescu, Stelian Stănicel, Iosif Găvăgină, Nicolae Petrașcu, Horia Sima, Constantin Papanace și Eugen Teodorescu semnează în 1938 actele de înființare ale structurii juridice pe care se va înființa parohia românească.. Între anii 1940-1941 comunitatea românească din Berlin număra circa 500 de familii la care se adăugau aproximativ 2000 de persoane necăsătorite. În 1940 s-a înființat în Klopstockstr. 38, Berlin-Tiergarten o capelă românească. În protocolul de înființare se menționează:  "noi românii din acest mare oras, simțind nevoia sufletească a unui sfânt lăcas, unde să ne rugăm lui Dumnezeu în graiul și în legea noastră strămosească și dându-ne seama că o sfântă biserică ortodoxă română ar fi o mare bucurie și ar corespunde unei mari lipse pentru românii ce trăiesc de ani de zile sau trec vremelnic, ca și pentru aceia care pe viitor vor locui în această mare capitală a Europei, am hotărât astăzi, 13 septembrie 1940, să punem începutul Sfintei Biserici Ortodoxe Române din Berlin, cu hramul Sfinții Arhangheli Mihail și Gavriil".
Patriarhia Română aprobă înființarea comunității pentru care numește un preot și un cântăreț. Slujba de sfințire a capelei a avut loc la 24 noiembrie 1941. O biserică evanghelică liberă, biserica "Ierusalim", a fost cumpărată cu 450.000 Reichsmarken la 21 august 1943. Inaugurarea acestui locaș de cult a avut loc la  24 ianuarie 1944. Schema de personal a bisericii aprobată prin Decret prevedea un preot, un cântăreț și un paraclisier. Corul a fost organizat de Sergiu Celibidache.
Biserica din Berlin a fost deservită de următorul personal clerical:
- Preot Ștefan Palaghiță[16]
- Preot Andrei Vascan[17]
- Preot Visarion Puiu[18]
- Preot Econom Stavrofor Emilian Vasiloschi[19]
- Diacon Alexandru Cristea
- Diacon Ion Boștinescu
- Diacon Barnea M. Ion

Ca urmare a bombardamentelor aliate efectuate asupra Berlinului, biserica românească este distrusă în 2 mai 1945.

### Între 1945-1989
În timpul regimului comunist parohiile ortodoxe române din Europa de Vest au fost subordonate canonic episcopiilor ortodoxe aflate sub ascultarea Patriarhiei de Constantinopol. Asupra preoților trimiși de Patriarhia de la București a planat suspiciunea colaborării cu regimul comunist din România. Astfel, din nefericire, majoritatea parohiilor ortodoxe române nu au avut o administrație canonică care să le mențină în comuniune cu Biserica Ortodoxă Română.
Între 1945-1958 parohiile ortodoxe române din Europa Occidentală s-au aflat sub păstorirea mitropolitului Visarion Puiu, excomunicat de Patriarhia de la București și condamnat în contumacie la moarte de către Tribunalul Poporului de la București.
Al doilea întâistătător al Episcopiei Ortodoxe Române Autonome din Europa a fost arhiepiscopul Vasile Leu, fostul paroh ortodox român de la Salzburg.

### După 1994
După prăbușirea regimului comunist din România tot mai multe parohii românești din occident au dorit reîntoarcerea sub jurisdicția Bisericii Ortodoxe Române. Primele demersuri au fost organizate de preotul Simion Felecan cu binecuvântarea și consimțământul Patriarhiei Române. El alcătuiește "Grupul celor 7" format din preoții ortodocși Alexandru Câmpeanu (Regensburg), Gabriel Cernăuțeanu (Offenburg), Liviu Dărăban (Siegen), Simion Felcan (München), Lazăr Mitu (Köln), Lucian Pârjol (Berlin), Alexandru Pap (Aachen). Acest grup a convocat primul Congres al preoților ortodocși români din Europa. Întrunirea pregătitoare a avut loc în februarie 1992 la Köln, iar congresul a avut loc între 2-4 octombrie 1992 la Königswinter. În perioada 16-18 octombrie 1992 se începe alcătuirea, tot la Königswinter, a Statutului de organizare și funcționare al Mitropoliei Germaniei. La 8 mai 1993 la Aachen se aprobă forma finală a Statutului de organizare și funcționare al Mitropoliei și este înregistrată la Notariatul Public din acest oraș.
Paralel Sfântul Sinod al Bisericii Ortodoxe Române ia cunoștință de inițiativa din Germania și dă binecuvântarea în ședința din 22-23 ianuarie 1993 pentru organizarea Mitropoliei Ortodoxe Române pentru Germania și Europa Centrală cu sediul la Berlin. Adunarea Eparhială a Mitropoliei alege, în unanimitate, în ziua de 16 octombrie 1994 pe episcopul vicar Serafim Joantă ca arhiepiscop de Berlin și mitropolit al Mitropoliei Ortodoxe pentru Germania și Europa Centrală. În 12 ianuarie 1994 Sfântul Sinod al Bisericii Ortodoxe Române verifică și confirmă alegerea episcopului vicar Serafim Făgărășanul, dând Gramata Patriarhală prin care este confirmată înființarea canonică a mitropoliei și numirea primului ei mitropolit. Imediat i se încredințiază de către partea română conducerea Comisiei de Dialog cu EKD-ul. La 5 iunie 1994 a fost instalat la München.
Mitropolia a avut la acea vreme în jurisdicția canonică proprie teritoriul Germaniei, Austriei, Luxemburgului, Danemarcei, Suediei, Finlanda și Norvegia. 
După evaluarea făcută de mitropolitul Serafim Joantă astăzi trăiesc în Germania peste 300.000 de români ortodocși.

## Organizare

### Eparhii
• Arhiepiscopia Ortodoxă Română a   Germaniei, Austriei și Luxemburgului;
• Episcopia Ortodoxă Română a Europei de nord.

### Ierarhi
Macarie Drăgoi
Serafim Joantă
Sofian Pătrunjel